# لوري سميث كامب
لوري سميث كامب (بالإنجليزية: Laurie Smith Camp)‏ هي محامية وقاضية أمريكية، ولدت في 28 نوفمبر 1953 في أوماها في الولايات المتحدة.